# Schokoladenhaus (Kiew)
Das Schokoladenhaus (ukrainisch Шоколадний будиночок), offiziell Villa Mohylowzewa (Особня́к Могильо́вцева/Ossobnjak Mohylowzewa) ist ein in der ukrainischen Hauptstadt Kiew errichtetes Herrenhaus.
Seinen Namen erhielt die Villa in der Schowkowytschna-Straße (Шовковична вулиця) 17/2 Ecke Pylypa-Orlyka-Straße (Вулиця Пилипа Орлика) aufgrund seiner braunen und groben Rustizierung, die Schokoladenriegeln ähnelt.
Jeder Raum des Herrenhauses hatte seinen eigenen, individuellen Stil, maurisch, barock, Jugendstil, Renaissance und Japanisch. Das Nebengebäude ist das im pseudogotischen Stil errichtete Iskul-Hildenbrand-Haus.

## Geschichte
Das Gebäude wurde zwischen 1899 und 1901 vom berühmten russischen Architekten Wladimir Nikolajew, der zahlreiche andere Gebäude in Kiew plante, für den Unternehmer und Kunstmäzen Semen Mohylewzew errichtet.
Von 1934 bis 1948 beherbergte das Gebäude eine Filiale des Staatssicherheitsdienstes des NKWD und seit 1952 war es Sitz der Gesellschaft für kulturelle Beziehungen mit ausländischen Staaten. Zwischen 1960 und 1980 war es ein Standesamt. Gegenwärtig ist eine Bildergalerie der Kinder als Filiale der Kiewer Nationalen Kunstgalerie im Gebäude untergebracht.

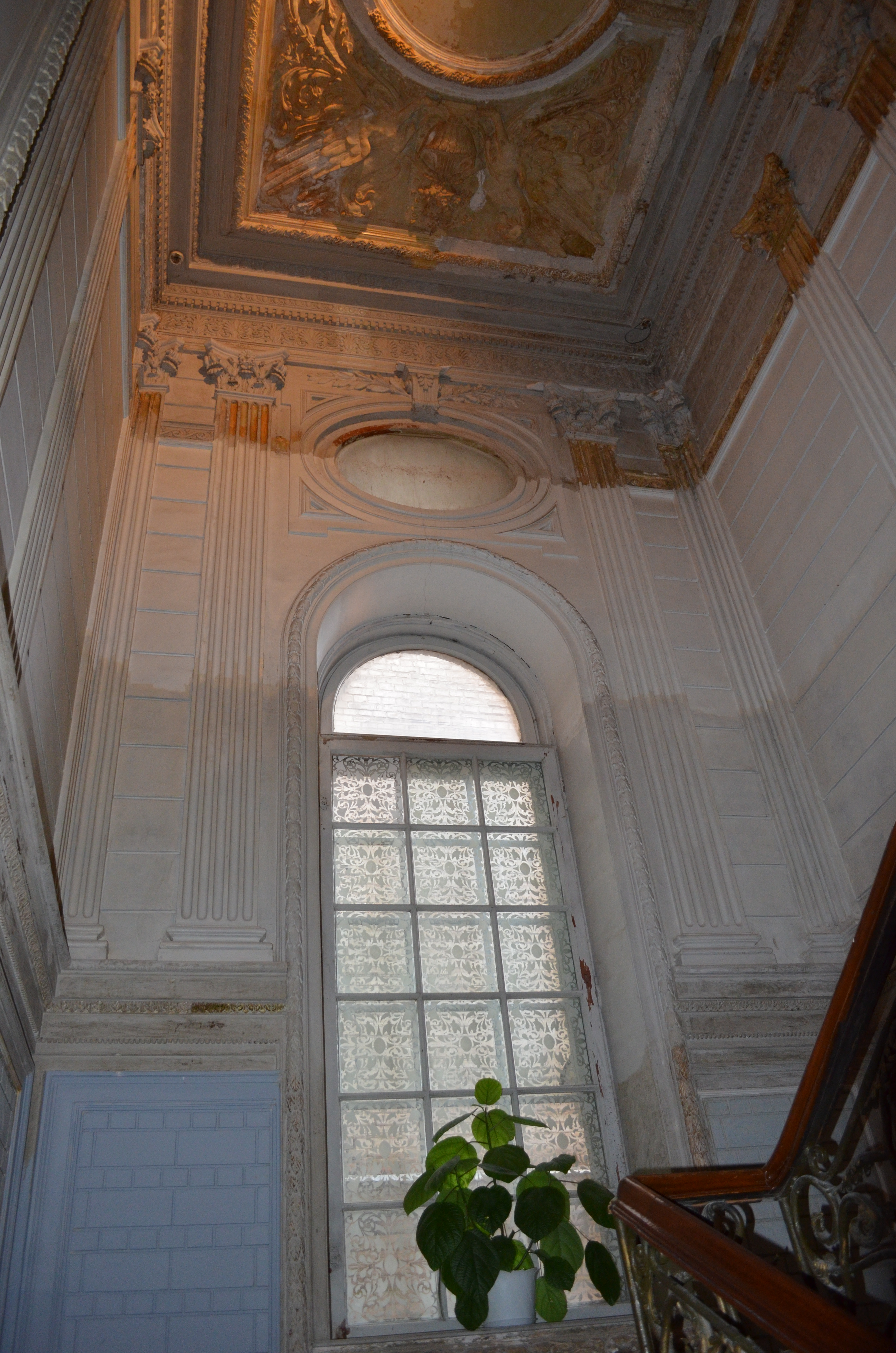
Treppenhaus im Gebäude